# Сигма Октанта
Сигма Октанта (σ Oct / σ Octantis) — звезда с видимой звёздной величиной +5,6m в созвездии Октанта. Звезда является ближайшей к южному полюсу мира видимой невооружённым глазом звездой, и второе название этой звезды — Южная Полярная звезда. Сигма Октанта удалена от Земли на 270 световых лет, и является жёлто-белым гигантом спектрального класса F0 III. Звезда является переменной типа δ Щита и меняет блеск в пределах 0,03 звёздной величины каждые 2,3 часа.
Сигма Октанта изображена на флаге Бразилии, символизируя Бразильский Федеральный Округ.

## Южная полярная звезда
Звезда располагается вблизи Южного полюса мира, и, следовательно, играет в Южном полушарии роль поляриссимы, как Полярная звезда в Северном полушарии. Для наблюдателя в Южном полушарии (звезда не восходит севернее 1° с.ш), Сигма Октанта всегда остаётся практически неподвижна, а все остальные звёзды южного неба вращаются вокруг неё в течение суток, поэтому иногда она называется Южная Полярная звезда. Однако в отличие от Полярной звезды, Сигма Октанта с трудом видна невооружённым глазом и не используется в навигации. Расстояние от звезды до Южного полюса мира чуть больше 1°, но последний постепенно удаляется от звезды вследствие прецессии.
Для нахождения южного полюса мира (или Сигмы Октанта при условиях, позволяющих её обнаружить) чаще пользуются древком Южного Креста.
Приблизительное местонахождение Сигмы Октанта может быть найдено либо с помощью более ярких звёзд в окрестностях созвездия Октанта, либо с использованием созвездия Южного Креста, или же с помощью астеризма, имеющего форму трапеции (в него входят Сигма Октанта, Каппа Октанта, Тау Октанта, и Ипсилон Октанта, все они имеют блеск около +5,5m).